# Vaucluse
|  | Per a altres significats, vegeu «Valclusa». |

Vaucluse és un municipi francès al departament del Doubs (regió de Borgonya - Franc Comtat). L'any 2007 tenia 103 habitants.

## Demografia

### Població
El 2007 la població de fet de Vaucluse era de 103 persones. Hi havia 37 famílies de les quals 12 eren unipersonals (8 homes vivint sols i 4 dones vivint soles), 8 parelles sense fills i 17 parelles amb fills.
La població ha evolucionat segons el següent gràfic:

### Habitatges
El 2007 hi havia 51 habitatges, 35 eren l'habitatge principal de la família, 13 eren segones residències i 2 estaven desocupats. 47 eren cases i 4 eren apartaments. Dels 35 habitatges principals, 32 estaven ocupats pels seus propietaris i 3 estaven llogats i ocupats pels llogaters; 7 tenien tres cambres, 9 en tenien quatre i 19 en tenien cinc o més. 31 habitatges disposaven pel capbaix d'una plaça de pàrquing. A 17 habitatges hi havia un automòbil i a 19 n'hi havia dos o més.

### Piràmide de població
La piràmide de població per edats i sexe el 2009 era:
| Homes | Edats   | Dones |
| ----- | ------- | ----- |
| 0     | 95 o +  | 0     |
| 0     | 90 a 94 | 0     |
| 0     | 85 a 89 | 4     |
| 0     | 80 a 84 | 0     |
| 0     | 75 a 79 | 0     |
| 0     | 70 a 74 | 0     |
| 0     | 65 a 69 | 4     |
| 4     | 60 a 64 | 0     |
| 4     | 55 a 59 | 0     |
| 4     | 50 a 54 | 0     |
| 0     | 45 a 49 | 8     |
| 0     | 40 a 44 | 0     |
| 4     | 35 a 39 | 4     |
| 0     | 30 a 34 | 8     |
| 4     | 25 a 29 | 0     |
| 4     | 20 a 24 | 0     |
| 0     | 15 a 19 | 8     |
| 0     | 10 a 14 | 0     |
| 0     | 5 a 9   | 0     |
| 0     | 0 a 4   | 0     |

## Economia
El 2007 la població en edat de treballar era de 78 persones, 54 eren actives i 24 eren inactives. De les 54 persones actives 49 estaven ocupades (27 homes i 22 dones) i 5 estaven aturades (3 homes i 2 dones). De les 24 persones inactives 3 estaven jubilades, 18 estaven estudiant i 3 estaven classificades com a «altres inactius».
Activitats econòmiques
Dels 5 establiments que hi havia el 2007, 2 eren d'empreses de construcció, 1 d'una empresa de comerç i reparació d'automòbils i 2 d'empreses d'hostatgeria i restauració.
Dels dos establiments de servei als particulars que hi havia el 2009, una era una fusteria i l'antre restaurant.
L'any 2000 a Vaucluse hi havia quatre explotacions agrícoles.

## Poblacions properes
El següent diagrama mostra les poblacions més properes.